# Grace Is Gone
Pour plus de détails, voir Fiche technique et Distribution.
Grace Is Gone ou Adieu Grace au Québec est un film américain sorti le 28 mai 2008 en France, réalisé par James C. Strouse, avec John Cusack.

## Synopsis
Stanley Phillips est le père de deux enfants. Alors qu'il apprend la mort de leur mère, Grace, tuée en Irak, il voit sa vie basculer. Il ne sait pas comment le dire à ses filles, et repousse le moment comme il le peut. Il décide alors de les divertir en les emmenant à l'endroit de leur choix, leur permettant de s'amuser, contrairement à ce qu'elles avaient l'habitude de faire au quotidien ...

## Fiche technique
- Titre original : Grace Is Gone
- Titre québécois : Adieu Grace
- Réalisation et scénario : James C. Strouse
- Production : John Cusack
- Composition : Clint Eastwood
- Photographie : Jean-Louis Bompoint
- Montage : Joe Klotz
- Durée : 85 minutes
- Langue : anglais
- Format : couleur - 1.85:1 - SDDS
- Dates de sortie : 
  - États-Unis : 7 décembre 2007
  - France : 28 mai 2008

## Distribution
- John Cusack (VQ :Pierre Auger) : Stanley Philipps
- Emily Churchill : Première femme
- Rebecca Spence : Seconde femme
- Jennifer Tyler : Troisième femme
- Susan Messing : Quatrième femme
- Shélan O'Keefe (VQ :Léa Coupal-Soutière) : Heidi Phillips
- Gracie Bednarczyk (VQ :Juliette Garcia) : Dawn Phillips
- Doug Dearth : Capitaine Riggs
- Doug James : Chaplain Johnson
- Alessandro Nivola (VQ :Alexis Lefebvre) : John Phillips
- Zach Gray : Garçon à la piscine
- Penny Slusher : Ear Piercer
- Dana Lynne Gilhooley : Grace Phillips

## Récompenses
- 2008 : aux Broadcast Film Critics Association Awards, nommé au prix du meilleur compositeur
- 2008 : aux Golden Globes, nommé aux prix de la meilleure musique et de la meilleure chanson originale
- 2007 : au Festival du cinéma américain de Deauville, prix de la critique
- 2007 : au Gijón International Film Festival, nommé au Grand prix Asturias
- 2007 : au Satellite Awards, prix du meilleur compositeur
- 2007 : au Festival du film de Sundance, prix de l'audience, nomination au Waldo Salt Screenwriting Award et prix du jury